# Хевроніно
Хевроніно (рос. Хевроньино) — присілок у Подпорозькому районі Ленінградської області Російської Федерації.
Населення становить 36 осіб. Належить до муніципального утворення Подпорозьке міське поселення.

## Історія
Згідно із законом від 1 вересня 2004 року № 51-оз належить до муніципального утворення Подпорозьке міське поселення.

## Населення
| 1873 | 1885 | 1905 | 1927 | 1961 | 1997 | 2007 |
| ---- | ---- | ---- | ---- | ---- | ---- | ---- |
| 182  | ↗259 | ↗298 | ↘253 | ↘124 | ↘49  | ↘36  |
| 2010 |      |      |      |      |      |      |
| →36  |      |      |      |      |      |      |